# Wielichowo
Wielichowo (deutsch: Wielichowo; 1943–1945 Wiesenstadt) ist eine Stadt und Sitz der gleichnamigen Stadt- und Landgemeinde in Polen. Der Ort liegt im Powiat Grodziski der Wojewodschaft Großpolen.

## Geographische Lage
Wielichowo liegt nördlich des Obra-Bruchs am Obra-Kanal, etwa fünfzig Kilometer Luftlinie südwestlich der Stadt Posen und zehn Kilometer südsüdwestlich der Stadt Grätz  (Grodzisk Wielkopolski). 

## Geschichte
|  |

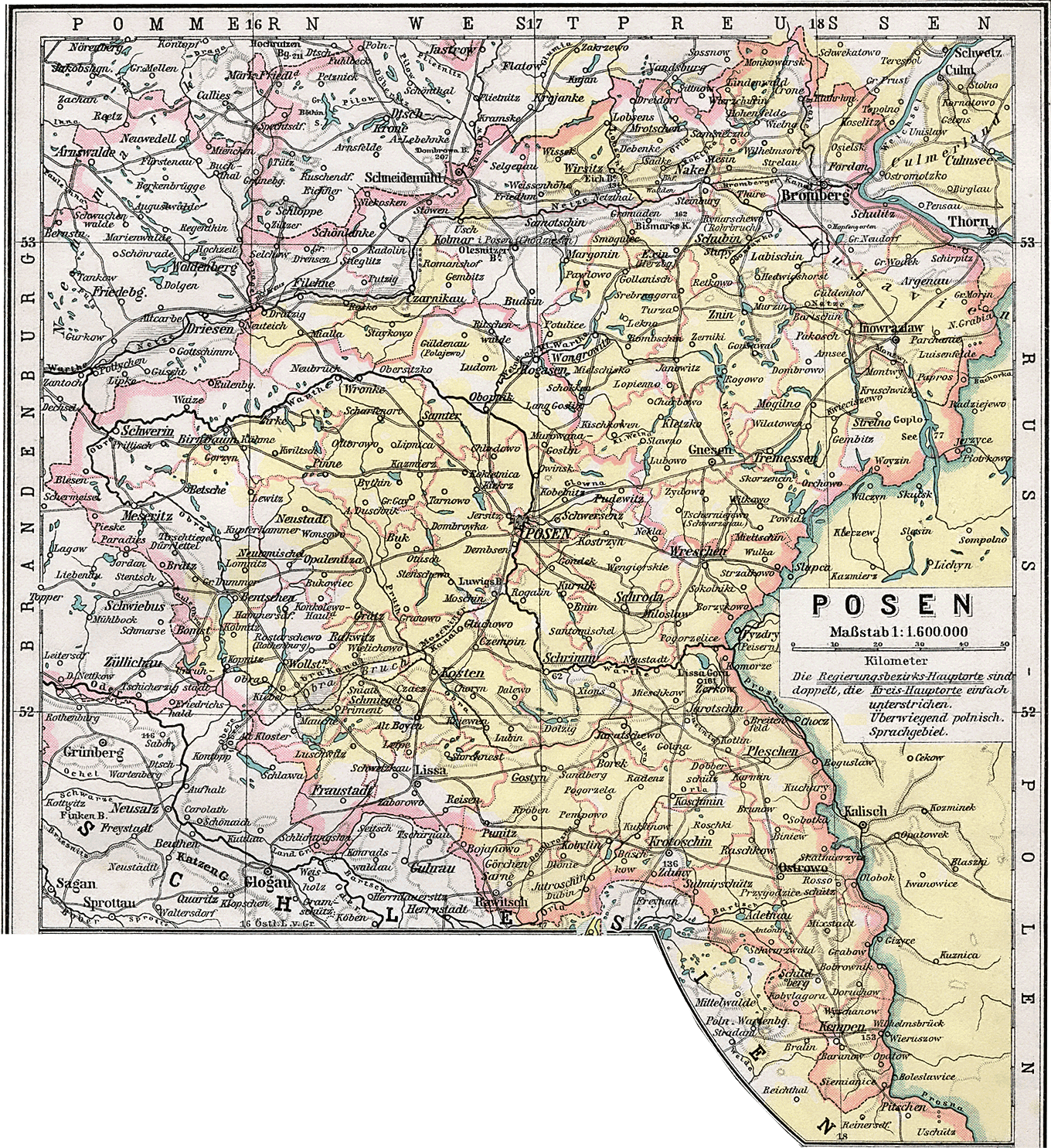
Wielichowo nördlich des Obra-Bruchs am Obra-Kanal, südwestlich der Stadt Posen und südöstlich der Stadt Neutomischel auf einer Landkarte der Provinz Posen von 1905 (gelb markierte Flächen kennzeichnen Gebiete mit seinerzeit mehrheitlich polnischsprachiger Bevölkerung).

Die Ortschaft gehörte früher zum Tafelgut des Posener Bischofs und war deshalb von manchen Lasten befreit, Abgaben, auf die sonst der polnische König Anspruch gehabt hätte.  Der Bischof, der die Ortschaft zuerst förderte, soll ihr den Namen Czotkowice gegeben haben, der sich jedoch nicht durchsetzte. Bischof Stanisław I.  aus dem Hause Ciolek z Zelichowa i Ostroleki  (1428–1437) erwirkte bei der Erhebung zur Stadt 1429 von König Władysław II. für sie Magdeburger Recht, wie es bereits den Städten Posen und Kościan (Kosten)  verliehen worden war. Der König erteilte der Stadt die Befugnis, einen Jahrmarkt und jeden Dienstag einen Wochenmarkt abzuhalten. Ein schneller wirtschaftlicher Aufstieg stellte sich jedoch nicht ein, zumal Juden in einer bischöflichen Stadt nicht Fuß zu fassen vermöchten.  Die Stadt hatte eine Vorstadt (suburbium), zu der 21 Hufen gehörten.
Am. 14. Januar 1797 gab König Friedrich Wilhelm II. die Stadt dem Geheimen Kabinettsrat von Beyer. Im 19. Jahrhundert kam die Stadt in den Privatbesitz des preußischen Generalmajors Wilhelm von Zastrow, danach an den Grafen Michael Mielzynski. Sie hatte im Jahr 1840 122 Wohnhäuser.
Zu preußischer Zeit gehörte die Stadt seit 1815 zum Landkreis Kosten und von 1897 an bis 1918 zum Landkreis Schmiegel. Nach dem Ersten Weltkrieg musste Wielichowo aufgrund der Bestimmungen des Versailler Vertrag an die Zweite Polnische Republik abgetreten werden.
1939 wurde die Region von der Wehrmacht besetzt. Gegen Ende des Zweiten Weltkriegs wurde die Stadt im Frühjahr 1945 von der Roten Armee eingenommen.

### Einwohnerzahlen
- 1816: 0538[3]
- 1837: 0962[3]
- 1843: 1118[3]
- 1861: 1444[3]
- 1885: 1720, davon 145 Evangelische und 32 Juden[4]

## Gemeinde
Zur Stadt- und Landgemeinde Wielichowo gehören neben der Stadt Wielichowo weitere 15 Ortsteile (deutsche Namen bis 1945) mit einem Schulzenamt:
| - Augustowo - Celinki (Celinki) - Dębsko - Gradowice - Łubnica | - Piotrowo Wielkie - Prochy - Pruszkowo - Reńsko - Śniaty (Śniaty) | - Trzcinica (Trzcinica) - Wielichowo-Wieś - Wilkowo Polskie - Zielęcin (Zielecin) - Ziemin |

Weitere Ortschaften der Gemeinde sind Borek, Helenopol, Mokrzec und Pawłówko.

## Persönlichkeiten
- Wilhelm von Zastrow (1752–1830), preußischer General der Infanterie, war Besitzer der Stadt Wielichowo.